# Georg Neefe
Georg Conrad Fürchtegott Neefe (* 22. August 1886 in Dresden; † 16. Mai 1976 in St. Peter-Ording) war ein deutscher evangelisch-lutherischer Pfarrer und Autor.

## Leben und Wirken
Er war der Sohn des Inspektors der Knabenerziehungsanstalt in Dresden-Friedrichstadt Gottlob August Conrad Neefe und dessen Ehefrau Florentine Marie Margarethe Neefe geborene Lehmann. Nach dem Schulbesuch ging er ab 1908 zum Theologiestudium an die Universität Leipzig. Seine Ordination erfolgte am 19. April 1914. 1916 erhielt er seine erste Anstellung als dritter Diakon an der Johanniskirche in Zittau. 1921 stieg er zum Archidiakon auf. 1934 wurde er Pfarrer an der Heilandskirche in Plagwitz. Nach Ende des Weiten Weltkrieges ging er 1946 als Pfarrer nach Oelsnitz. Dort wurde er am 1. Mai 1955 emeritiert. Er verließ die Deutsche Demokratische Republik und starb 1976 in St. Peter-Ording.

## Familie und Familienstiftung
Verheiratet war Georg Neefe seit dem 29. Juni 1918 mit Martha Marie Louise Hildegart geborene Wolff aus Berlin.
Als letzter Kollator und Erbe der Familienstiftung Neefe gab er deren schriftliche Unterlagen kurz vor seiner Übersiedlung in die Bundesrepublik Deutschland dem damaligen Landeshauptarchiv Sachsen, dem heutigen Hauptstaatsarchiv Dresden, zur Verwahrung. Dieser Bestand im Umfang von 3,5 lfm wird heute unter der Bezeichnung 33175 Familienstiftung Neefe im Sächsischen Staatsarchiv verwahrt.

## Werke
- Da ich ein Kind war ... Meinen Konfirmanden. 1916.
- Predigt zu Hindenburgs Geburtstag. 1917.
- Vom Reich der Seele. 7 Wanderungen. 1918.
- Der religiöse Mensch in der Not unserer Zeit. Gutsche, Zittau [1919].
- Opferweg. 1952.
- Das kleine Leben. 1957.
- Maria unterwegs. Ein Bild der Mutter Jesu nach den biblischen Berichten. 1959.